# Materiale de construcție

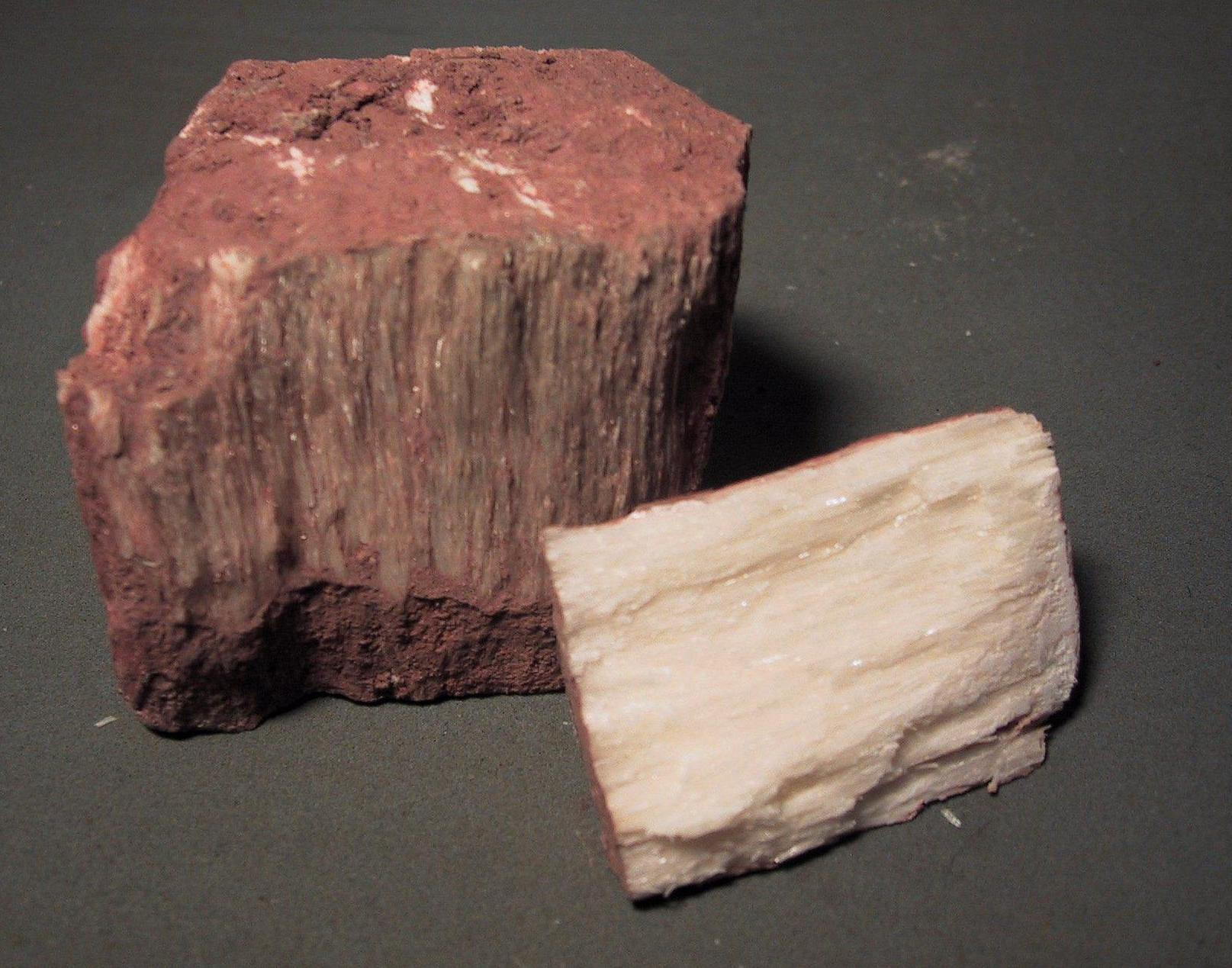
Gips

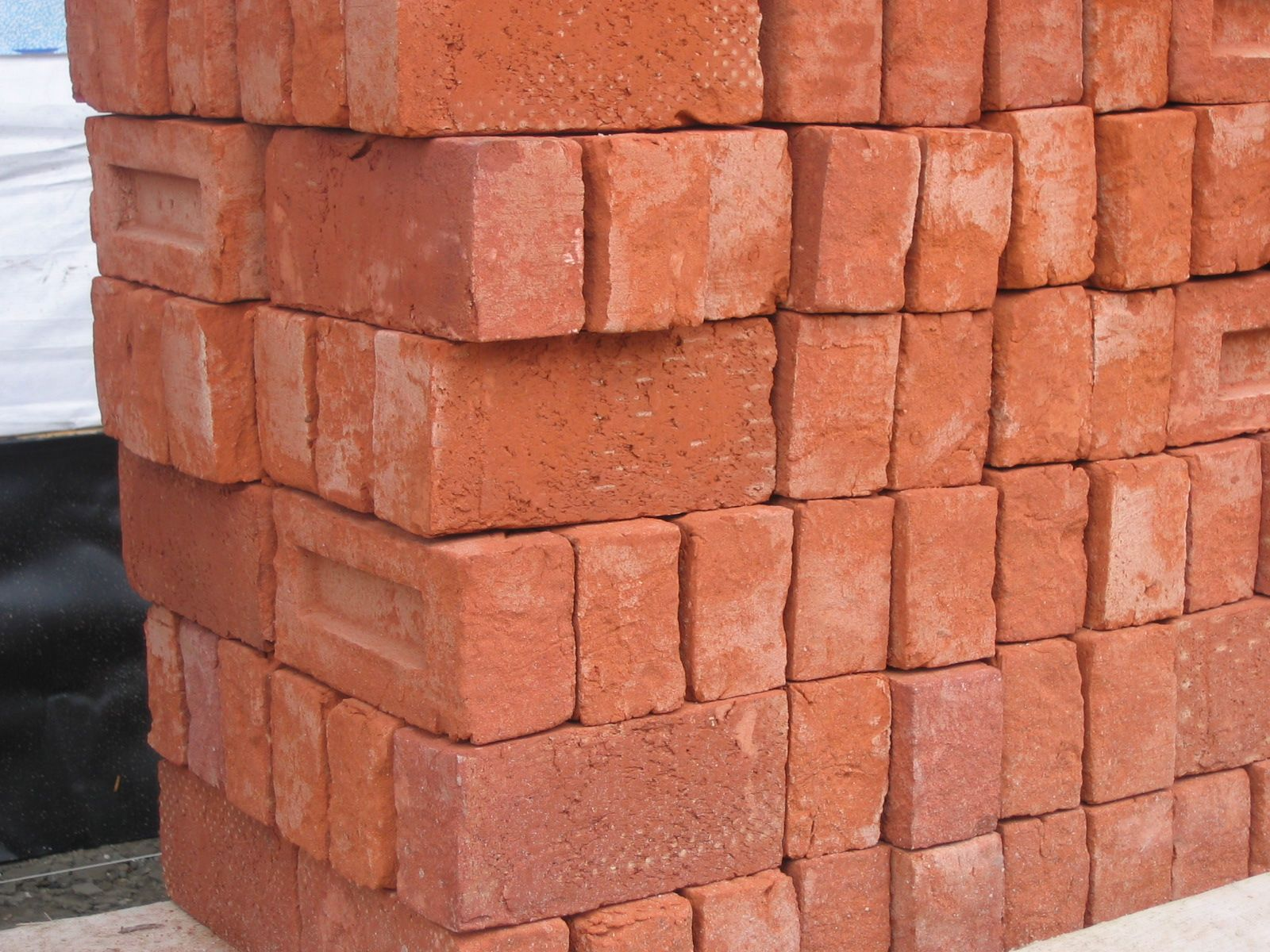
Cărămidă

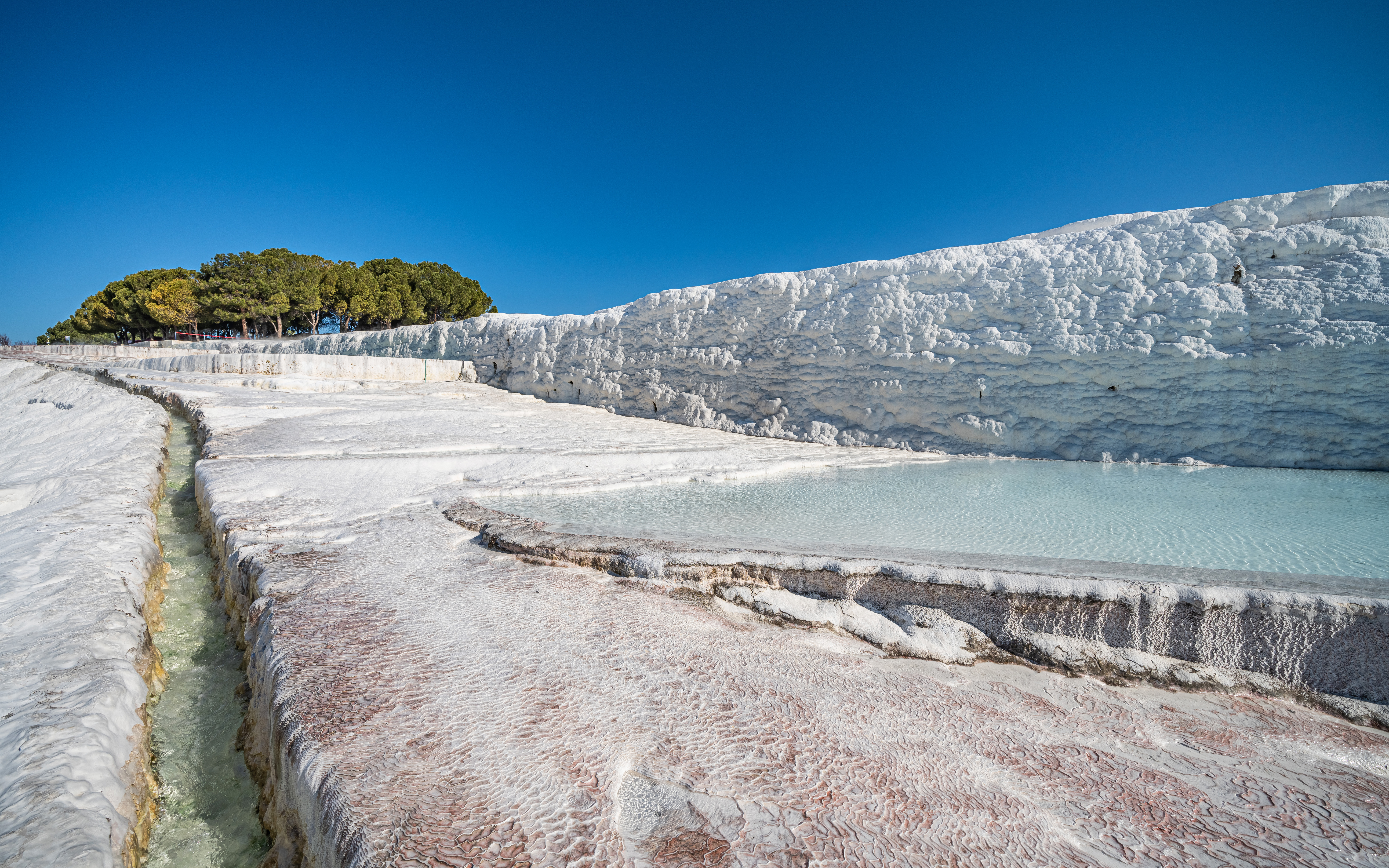
Calcar în Turcia

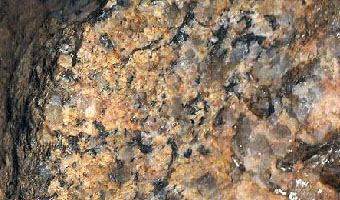
Minereu de granit

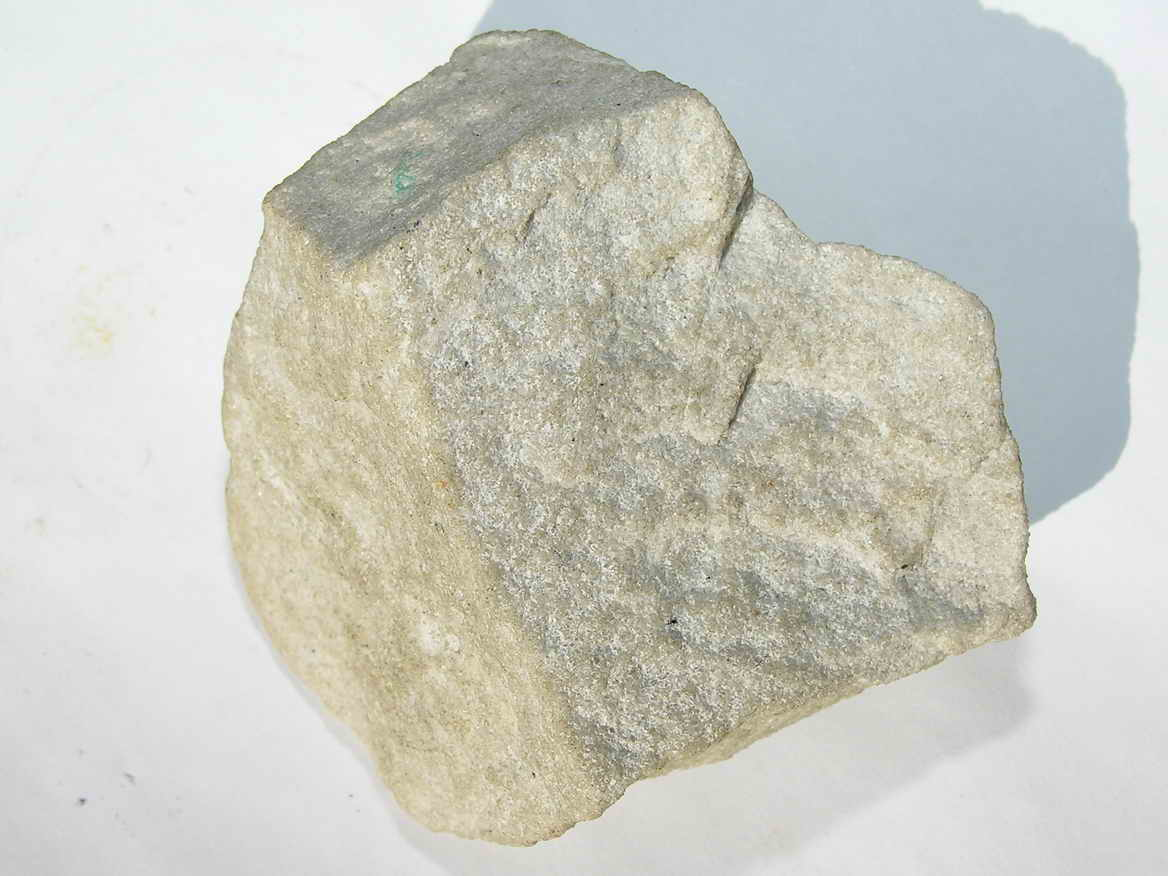
Marmură

Materialele de construcție sunt materiale naturale sau artificiale folosite în construcții. Drept materie primă pentru fabricarea materialelor de construcție servesc materialele de proveniență minerală (calcar, pietriș, nisip, ghips, granit, marmură ș.a.), de proveniență vegetală (lemn, deșeuri agricole etc.), unele produse ale industriei metalurgice, industriei chimice și a industriei de prelucrare a petrolului (bitum, polimeri, gudroane etc.). 

## Clasificare
După destinație, materialele de construcție se împart în:
- materiale de zidărie;
- lianți;
- agregate;
- materiale hidroizolante;
- materiale termoizolante;
- materiale fonoizolante;
- materiale de finisare.

Materialele de zidărie pot fi:
- naturale – obținute din roci dure sau semidure, poroase sau compacte (piatră brută, blocuri de piatră și calcar, granit, gresie ș.a.);
- artificiale (cărămidă, olane etc.).

La finisarea clădirilor și edificiilor monumentale se folosesc plăci naturale cu factură pilită, șlefuită, lustruită-netedă, mată-catifelată, netedă cu luciu de oglindă ș.a. Este elaborată tehnologia tăierii plăcilor subțiri de granit (25-30 mm grosime) și de marmură (10 mm grosime). Cu ajutorul mașinilor în flux, înzestrate cu instrumente cu diamant rezistent la uzură, se obțin plăci subțiri și extrasubțiri (3–8 mm). Din granit, diorit, sienit, labradorit, gabro, bazalt, diabaz, andezit, cuarțit ș.a. se fabrică plăci pentru placarea pereților. Drept materiale de construcție se folosesc pe larg elementele prefabricate din beton armat.
Din lianți fac parte varul, cimentul, ipsosul, sticla lichidă, argila, bitumurile, gudroanele, rășinile etc. Varul de construcție se folosește ca liant de bază pentru mortare de tencuială sau ca adaos plastifiant la mortarele de ciment. Ipsosul de construcție este unul dintre cei mai răspândiți lianți aerieni. Cimentul se folosește în cele mai diverse domenii ale construcțiilor. Se deosebesc:
- ciment portland;
- ciment portland de zgură;
- ciment portland cu puzolană;
- cimenturi aluminoase;
- expansive;
- fără trasare;
- de zgură sulfatică.

## Tipuri
Bitumul se întrebuințează la construirea șoselelor, la construcțiile hidrotehnice, la executarea izolației hidrofuge, învelitorilor ș.a.
Gudroanele se folosesc la fabricarea materialelor izolante, plăcilor pentru pardoseli, masticurilor fierbinți și reci.
Agregatele pot fi naturale și artificiale. Din cele naturale fac parte calcarul, nisipul, piatra Ponce, pietrișul, tuful, azbestul ș.a. Agregatele se folosesc ca materiale de zidărie, ca adaos activ la lianți, ca agregat pentru mortare ușoare, ca material de lustruire ș.a. Agregatele artificiale sunt zguri și roci arse (deșeuri industriale).
Materialele hidroizolante se folosesc la acoperirea suprafețelor contra acțiunii apei și vaporilor. Se deosebesc materiale în rulouri, masticuri de bitum și de gudron. Materialele în rulouri se împart în materiale cu bază (carton, hârtie, pânză de sticlă îmbibate cu lianți organici – bitum, gudron) și fără bază, obținute din amestecuri de lianți cu umpluturi.. Materialele hidroizolante protectoare sunt ruberoidul, cartonul asfaltat etc.
Materialele termoizolante se întrebuințează pentru protecția construcțiilor contra încălzirii sau pierderilor de căldură. Se deosebesc materiale termoizolante dure (betonuri celulare, perlită, sticlă spongioasă, diatomite ș.a.) și flexibile (vată minerală, pâslă, carton gofrat etc.). 
În realizarea unui termosistem se folosește: adeziv, polistiren, plasă de armare, amorsă, tencuială decorativă, etc. Acestea trebuie alese cu mare atenție dat fiind faptul că termoizolarea unei clădiri nu este o operație care să se facă anual ci una care trebuie sa fie de cât mai lungă durată.
Materialele fonoizolante servesc pentru izolarea acustică. În acest scop se folosesc vata minerală, plăcile fibrolemnoase și panourile prefabricate cu înveliș perforat.
Materialele de finisare sunt mortarele, lacurile și vopselele, plăcile și foile de căptușeală etc.
Metalele (oțel, fontă, fier) se folosesc pentru construcțiile portante (poduri, clădiri industriale) și ca armătură.
Materialele de construcție se produc în întreprinderile industriei materialelor de construcție. Materia lor primă se extrage din zăcăminte nemetalifere carbonatice, argiloase, nisipoase, de gresie, de roci eruptive și metamorfice.